# Saurian Meditation
Saurian Meditation – debiutancki album studyjny amerykańskiego instrumentalisty Karla Sandersa. Wydawnictwo ukazało się 26 października 2004 roku nakładem wytwórni muzycznej Relapse Records.

## Lista utworów
Źródło.
1. "Awaiting the Vultures" – 3:52
2. "Of the Sleep of Ishtar" – 9:35
3. "Luring the Doom Serpent" – 4:00
4. "Contemplations of the Endless Abyss" – 3:43
5. "The Elder God Shrine" – 7:33
6. "Temple of Lunar Ascension" – 3:51
7. "Dreaming Through the Eyes of Serpents" – 6:16
8. "Whence No Traveler Returns" – 5:36
9. "The Forbidden Path Across the Chasm of Self-Realization" – 5:53
10. "Beckon the Sick Winds of Pestilence" – 6:04

## Twórcy
Źródło.
- Karl Sanders - muzyka, słowa, realizacja dźwięku, gitara akustyczna, gitara elektryczna, syntezator gitarowy, instrumenty klawiszowe, gitara basowa, bağlama
- Pete Hammoura - perkusja, instrumenty perkusyjne
- Mike Breazeale - wokal
- Dallas Toler-Wade - wokal wspierający
- David Vincent - melorecytacja
- Juan "Punchy" Gonzalez - miksowanie, mastering, gong, perkusja, wokal wspierający
- Bob Moore - realizacja dźwięku, produkcja muzyczna
- Alex Solca - zdjęcia
- Orion Landau - oprawa graficzna